# Orthocladius subletteorum
Orthocladius subletteorum är en tvåvingeart som beskrevs av Peter Scott Cranston 1999. Orthocladius subletteorum ingår i släktet Orthocladius och familjen fjädermyggor. Inga underarter finns listade i Catalogue of Life.